# Quemuenchatocha
Quemuenchatocha o Quimuinchateca (llamado en las fuentes más tempranas Eucaneme (Hunza, 1472- Ramiriquí, 1537) fue el penúltimo hoa de Hunza, sucesor al cacicazgo después de la muerte de su tío Michuá a la edad de 18 años.
Rival de los psihipquas Nemequene y Bogotá, pactó la paz con este último y con mediación del sacerdote Sugamuxi después de varios años de guerra fratricida en la Confederación Muisca en 1537. Al enterarse de los conquistadores españoles, tuvo que salvar a tiempo sus tesoros y prohibió bajo graves penas que se les indicara el camino a su cercado. Cuando se enteró de que se aproximaban, envió regalos y emisarios de paz para detenerlos mientras ocultaba sus tesoros y se ponía a salvo. Sin embargo, el 2 de agosto de 1537 los españoles saquearon Hunza y lo tomaron prisionero. Fue descrito por Juan de Castellanos como un anciano, de gruesa y espantable corpulencia, sagaz, astuto y cruel, además de un temperamento recio e iracundo que nadie se atrevía a mirarle al rostro; todos iban ante él con la cabeza inclinada. Finalmente Eucaneme fue llevado hasta Suesca, con el fin de obligarle a confesar el lugar donde ocultó sus tesoros. En su ausencia, abdicó en su sobrino Quiminza. Eucaneme murió al poco tiempo en Ramiriquí.